# Atrachea miyakensis
Atrachea miyakensis är en fjärilsart som beskrevs av Shigero Sugi 1963. Atrachea miyakensis ingår i släktet Atrachea och familjen nattflyn. Inga underarter finns listade i Catalogue of Life.